# Adieu jeunesse
Pour plus de détails, voir Fiche technique et Distribution.
Adieu jeunesse (Remember the Day) est un film américain en noir et blanc réalisé par  Henry King, sorti en 1941.

## Synopsis
Une enseignante âgée tente de rencontrer le candidat à la Maison-Blanche, Dewey Roberts, qui fut son ancien élève. 
Assise dans une salle d'attente, elle se souvient de sa vie et de sa carrière de professeur.

## Fiche technique
- Titre : Adieu jeunesse
- Titre original : (Remember the Day)
- Réalisation : Henry King
- Scénario : Tess Slesinger, Frank Davis, Allan Scott et Henry King (non crédité)
  - d'après la pièce de théâtre Remember the Day de Phillip Dunning et Philo Higley
- Musique : Alfred Newman, Charles Bradshaw (non crédité), David Buttolph (non crédité), Hugo Friedhofer (non crédité), Cyril J. Mockridge (non crédité) et David Raksin (non crédité)
- Direction artistique : Richard Day
- Costumes : Sam Benson
- Photographie : George Barnes
- Montage : Barbara McLean
- Production : William Perlberg
- Société de production et de distribution : Twentieth Century Fox
- Pays de production :  États-Unis
- Langue originale : anglais américain
- Format : noir et blanc — 35 mm — 1,37:1 — son : mono (Western Electric Mirrophonic Recording)
- Genre : drame de guerre
- Durée : 86 minutes
- Dates de sortie : 
  - États-Unis : 25 décembre 1941
  - France : 2 mai 1945

## Distribution
- Claudette Colbert : Nora Trinell
- John Payne : Dan Hopkins
- Shepperd Strudwick : Dewey Roberts
- Ann E. Todd : Kate Hill
- Douglas Croft : Dewey Roberts (enfant)
- Jane Seymour : Mme Roberts
- Anne Revere : Miss Nadine Price
- Frieda Inescort : Mme Dewey Roberts
- Harry Hayden : M. Roberts
- Francis Pierlot : M. Steele
- Marie Blake : Miss Cartwright
- William Henderson : Peter
- Chick Chandler : M. Mason
- Selmer Jackson : Graham
- William Halligan : Tom Hanlon
- Mae Marsh : le professeur
- Paul Harvey : le sénateur Phillips
- Thurston Hall : le gouverneur Teller

Acteurs non crédités
- Byron Foulger : M. Blanton
- Robert Lowery : l'annonceur de l'hôtel